# Horacio López
Horacio Rodolfo López Usera, detto Tato (Montevideo, 22 gennaio 1961), è un ex cestista, scrittore e allenatore di pallacanestro uruguaiano.

## Carriera
Con l'Uruguay ha disputato i Giochi olimpici di Los Angeles 1984, i Campionati mondiali del 1986 e tre edizioni dei Campionati americani (1984, 1992, 1993).

## Palmarès
- Campeonato Sudamericano de Clubes: 1

Ferro Carril Oeste: 1987
- Campionati uruguaiani: 3

Bohemios: 1981, 1983, 1984
- Campionato paulista: 1

Franca: 1988

### Individuale
- Giocatore straniero dell'anno campionato argentino: 1

Ferro Carril Oeste: 1992-93